# Medal of Honor (Computerspiel, 1999)
Medal of Honor ist ein Ego-Shooter-Computerspiel, das von DreamWorks Interactive entwickelt wurde und von Electronic Arts 1999 für PlayStation veröffentlicht wurde. Es wurde von Steven Spielberg produziert. Der Soundtrack stammt von Michael Giacchino.
Es ist im Zweiten Weltkrieg verortet und nach der höchsten militärischen Auszeichnung des US-Kongresses, der Medal of Honor benannt. Der Spieler schlüpft in die Rolle eines Soldaten im Office of Strategic Services, der hinter feindlichen Linien operiert. Das Spiel war finanziell erfolgreich aber auch teils kontrovers aufgrund des realistischen Szenarios. In Deutschland war das Spiel lange Zeit indiziert.
Es ist der erste Teil der Computerspielreihe Medal of Honor. Dessen Konkurrenzprodukt Call of Duty zählt heutzutage zu den umsatzstärksten Computerspielserien. Der direkte Nachfolger ist Medal of Honor: Underground.

## Entwicklung
Dreamworks Mitbegründer Steven Spielberg entwickelte die Idee für einen First Person Shooter für die erste Generation der Sony PlayStation. Das Konzept stieß zunächst intern auf Widerstand, da das Szenario verbraucht und die Hardware stark eingeschränkt sei. Spielberg setzte sich durch und so wurde die Polygonanzahl der Gegner auf 250 beschränkt und beschlossen, alle Missionen nachts stattfinden zu lassen, um komplizierte Lichteffekte zu vermeiden. Im Gameplay wurden Stealth- und Adventure-Elemente eingebaut. Für die Geräusche wurde Originalwaffen aufgenommen. Dale Dye fungierte als Militärberater wie bereits bei den Dreharbeiten von Der Soldat James Ryan. Für den Soundtrack konnte Michael Giacchino verpflichtet werden, der später für seine Filmmusik bekannter wurde und mehrfach ausgezeichnet wurde. Gegenwind bekam das Team von der Congressional Medal of Honor Society, der die Träger des Verdienstordens angehören. Ihr Präsident hielt das Spiel für eine Schande. Die Entwickler trafen ihn persönlich und konnten die Wogen glätten. Der Amoklauf an der Columbine High School war das nächste einschneidende Ereignis, aufgrund dessen die Entwickler alle Bluteffekte entfernten.

## Zensur
In Deutschland wurde das Spiel trotz Selbstzensur seitens des Electronic Arts indiziert. Als Grund gab die BPjS an, dass die Tötung von überwiegend menschlichen Gegner mit hohem Reaktionsvermögen im Vordergrund stehe mit einer High-Score-Tabelle am Ende des Levels, welche Körperteile dabei getroffen worden seien. Das unblutige Trefferverhalten sei keine Milderung, da die Animationen und Schmerzensschreie die Liquidation weiterhin realistisch inszenieren. Im März 2025 kam es zur Listenstreichung aus formalen Gründen.

## Rezeption
Medal of Honor war international ein Kritikererfolg. Die ELSPA verlieh einen Verkaufspreis in Gold für über 200.000 abgesetzte Kopien im Vereinigten Königreich.
Christian Daxer von Video Games gab sich begeistert. Er lobte, dass langsames, bedachtes Vorgehen und in Deckung bleiben notwendig sei. Er empfand die Thematik nicht als anstößig. Sie wirke beklemmend und sorge für ein intensives Spielgefühl. Eine Alterseinstufung ab 18 Jahren sei gerechtfertigt.